# Adalia (Castille-et-León)
Pour les articles homonymes, voir Adalia.
Adalia est une commune de la province de Valladolid dans la communauté autonome de Castille-et-León en Espagne.

## Sites et patrimoine
- Chapelle Nuestra Señora de las Viñas
- Église del Salvador